# Stade Camille-Lebon
Im Stade Camille-Lebon trägt der FC Angoulême seine Heimspiele aus. Angoulême liegt im westfranzösischen Département Charente in der Region Nouvelle-Aquitaine. Das 1935 eröffnete Fußballstadion hat eine Kapazität von 6.500 Zuschauern. Es wird bestimmt durch die zwei überdachten Tribünen längs des komplett umzäunten Platzes. Hinter den Toren liegen abgestufte Stehplatzbereiche.
Gegen attraktive Gegner nutzt auch Frauen-Erstligist ASJ Soyaux das Stadion.